# Annik Beauchamps
Pour les articles homonymes, voir Beauchamps et Rauglaudre.
Annik Beauchamps, née Annick de Rauglaudre, est une journaliste, animatrice de radio et de télévision française et comédienne née le 17 juin 1940 à Bordeaux et morte le 30 avril 1995 dans le 5e arrondissement de Paris. 

## Biographie
Fille de Loïc de Rauglaudre, industriel, et de Gabrielle dite "Gaëlle" Samain, elle épouse en premières noces le haut fonctionnaire Xavier Gouyou-Beauchamps dont elle adopte professionnellement une partie du patronyme et avec lequel elle a deux fils : Marc et Patrick. Elle a d'une seconde union une fille : Charlotte.
Après des débuts de comédienne au théâtre, elle entre en 1960 à la télévision française en Algérie. De 1962 à 1965, elle présente à la radio l'émission Salut les copains aux côtés de Daniel Filipacchi sur Europe no 1, puis anime les après-midis de France Inter sous le nom de Madame Inter. Elle anime également en compagnie de Jacques Bal "Le bon coin" les après-midi de la semaine sur Inter. En 1967, à l'occasion d'un reportage, elle est la première femme à entrer à la Bourse de Paris.
En 1972 elle présente le nouveau jeu quotidien Réponse à tout avec Lucien Jeunesse sur la 1ère chaîne de l'ORTF puis à la création de TF1 en 1975, à la présentation de magazines destinés aux femmes (Une minute pour les femmes, réalisé par Richard Guillon, À la bonne heure). Elle prête également sa voix à plusieurs livres-disques Adès. En 1977, elle représente la France au jeu international de la Communauté des télévisions francophones "Le Francophonissime", jeu animé cette année-là par Jean-Pierre Cuny.
Dans les années 1980, elle présente brièvement le journal de la nuit, TF1 Dernière et diverses émissions avant de quitter la télévision en 1990.
Elle présente, durant l'été 1985, l'émission "de port en port".
Elle apparaît également dans le film de Gérard Pirès Elle court, elle court la banlieue en 1973.
Annik Beauchamps décède le 30 avril 1995 à l'Institut Curie à Paris, des suites d'un cancer, à l'âge de 54 ans. Elle est enterrée à Meudon, au cimetière des Longs Réages[réf. nécessaire].